# Paradise Hill (Oklahoma)
Paradise Hill es un pueblo ubicado en el condado de Sequoyah en el estado estadounidense de Oklahoma. En el año 2010 tenía una población de 85 habitantes y una densidad poblacional de 762,5 personas por km².

## Geografía
Paradise Hill se encuentra ubicado en las coordenadas 35°37′26″N 95°4′14″O / 35.62389, -95.07056 (35.624009, -95.070563).

## Demografía
Según la Oficina del Censo en 2000 los ingresos medios por hogar en la localidad eran de $30,500 y los ingresos medios por familia eran $38,125. Los hombres tenían unos ingresos medios de $43,333 frente a los $48,750 para las mujeres. La renta per cápita para la localidad era de $22,835. Alrededor del 12.4% de la población estaban por debajo del umbral de pobreza.